# نیوتن مورل
نیوتن مورل (به انگلیسی: Newton Morrell) یک روستا و محله مدنی در بریتانیا است که در ریچموندشر واقع شده‌است.